# ريشارد فال
ريشارد فال (بالألمانية: Richard Fall)‏ (3 أبريل 1882 في غيفيتش، النمسا-المجر - بداية عام 1945 في معسكر الاعتقال أوشفيتس) كان ملحناً وقائد أوركسترا نمساوي من أصل يهودي. معزوفته المعروفة والتي ألفها عام 1925 هي ماذا تفعل بركبتك، عزيزي هانس. بالألمانية (Was machst du mit dem Knie lieber Hans).

## حياته
ترعرع ريشارد في وسط عائلة موسيقية. كان أخواه الاثنان ليو فال، وزيغفريد فال والوالد أيضا يعملون في مجال التلحين وقيادة الأوركسترا. عمل ريشارد كمايسترو أوبرات في برلين بين عامي 1908 و1909 ثم انتقل إلى "مسرح يوهان شتراوس في فيينا وعمل هناك بين عامي 1909 و1910. عمل منذ عام 1930 كملحن موسيقى أفلام في هوليوود. في عام 1932 رجع مرة أخرى إلى أوروبا. في ألمانيا ألف ريشارد ألحانًا لأفلام مثل "شوق 202" و"فتاة واحدة ومليون". في عام 1938 هرب عن طريق فرنسا إلى هوليوود، ولكن لأسباب مجهولة عاد مرة أخرى إلى فرنسا عام 1943.
في عام 1943 تم ترحيل ريشارد من فرنسا إلى معسكر الاعتقال من طرف النازيين. وهناك توفي كما يُعتقد في بداية عام 1945.

## أعماله
أغاني
- الشاب. نص: آرثر ريبنر (1923).
- عزيزتي كاترينا، تعالي لي إلى الصين. الأغنية والنص: فريتز لونير-بيدا (1927).
- عمتي، عمتك. نص:فريتز لونير-بيدا (1925).
- ماذا تفعل بركبتك، عزيزي هانس. نص:فريتز لونير-بيدا (1925).
- إذا لم يفعل المرء بعد. نص: آرثر ريبنر (1923).

## وصلات خارجية
- ريشارد فال على موقع IMDb (الإنجليزية)
- ريشارد فال على موقع ألو سيني (الفرنسية)
- ريشارد فال على موقع ميوزك برينز (الإنجليزية)
- ريشارد فال على موقع أول موفي (الإنجليزية)
- ريشارد فال على موقع قاعدة بيانات برودواي على الإنترنت (الإنجليزية)
- ريشارد فال على موقع ديسكوغز (الإنجليزية)
- ريشارد فال على موقع قاعدة بيانات الفيلم (الإنجليزية)
- ريشارد فال على موقع كينوبويسك (الروسية)

- مقال عن ريشارد فال (باللغة الألمانية).